# Stefano Rossini
Stefano Rossini (Viadana, 2 de fevereiro de 1971) é um ex-futebolista profissional italiano que atuava como defensor.

## Carreira
Stefano Rossini começou no Parma.